# جورج أوغسطين تايلور
جورج أوغسطين تايلور (بالإنجليزية: George Augustine Taylor)‏ هو صحفي أسترالي، ولد في 1 أغسطس 1872 في سيدني في أستراليا، وتوفي بنفس المكان في 20 يناير 1928.